# カビアーテ
カビアーテ（伊: Cabiate）は、イタリア共和国ロンバルディア州コモ県にある、人口約7,400人の基礎自治体（コムーネ）。

## 歴史
745年、文献に初めて「Vico Capiete」として登場する。
市中心部のテロ川の岸辺から始まり、城を囲んで発展した。
近くのメーダやブリアンツァと共に歴史を刻んだ。
1024年以前は、カビアーテ市民はメーダのSan Vittore修道院に通っていた。
1535年以前はミラノとの関係が深く、以降はスペイン帝国と強く繋がった。
1538年まではMarliani家が支配していたが、Giussani家、Taverna、再びMarliani家と支配権が移り、1643年にはインヴェリーゴのCrivelli家に移った。
第二次世界大戦では、ナチスドイツ軍がコモに撤退する際に通過した。
1945年4月25日以降、ファシストとして3人が殺害された。

## 地理

### 位置・広がり
コモ県南部、ブリアンツァ地方のコムーネ。モンツァから北西へ13km、県都コモから南南東へ16km、州都ミラノから北へ23kmの距離にある。

#### 隣接コムーネ
隣接するコムーネは以下の通り。MBはモンツァ・エ・ブリアンツァ県所属。
- マリアーノ・コメンセ - 北東
- セレーニョ (MB) - 南東
- メーダ (MB) - 南西
- レンターテ・スル・セーヴェゾ (MB) - 北西

### 地震分類
イタリアの地震リスク階級 (it) では、4 に分類される
。

## 町政
- 町長: マリアピア・タリアブーエ (Mariapia Tagliabue) - 2019-26-05より (2º mandato)

## 教育

### 幼稚園
- 私立
  - パドゥッリ幼稚園

### 小学校
- 「ドン・ミラーニ」総合的な学校
  - アレッサンドロ・マンゾーニ小学校

### 中学校
- 「ドン・ミラーニ」総合的な学校
  - カルロ・カルデーら中学校

## 交通

### 鉄道
- ミラノ＝アッソ線（イタリア語版）
  - カビアーテ駅（イタリア語版）

### 県道
- コモ県道SP36号

### 路線バス
- ASFアウトリネーバス (ASF Autolinee)
  - C80線 (カントゥ - メーダ - モンツァ)

## 関連人物
- エレオノーラ・アンナ・ジョルジ - カビアーテ在住の陸上選手[7]。